# Барченко-Ємельянов Іван Павлович
Іва́н Па́влович Ба́рченко-Ємелья́нов (рос. Иван Павлович Барченко-Емельянов; 4 січня 1915 — 16 січня 1984) — радянський військовик, в роки Другої світової війни — командир розвідувального загону Північного оборонного району Північного флоту, капітан. Герой Радянського Союзу (05.11.1944).

## Життєпис
Народився в селі Вибут, нині Окуловського району Новгородської області Росії, в селянській родині.
Протягом 1930—1933 років навчався у Парфінському та Оранієнбаумському лісових технікумах. Після закінчення навчання працював на лісозаготівлі у Торбинському ліспромгоспі бухгалтером-ревізором і техніком з транспорту.
До лав РСЧФ призваний 1939 року, проходив службу в морській піхоті на Балтійському флоті. У 1941 році закінчив курси молодших лейтенантів у Полярному (Мурманська область).
Учасник німецько-радянської війни з 1941 року: з листопаду 1941 року командував розвідувальним взводом, згодом — ротою; з 1942 року — помічник начальника штабу батальйону 1-го зведеного полку 12-ї морської стрілецької бригади Північного флоту; з осені 1943 року — командир розвідувального загону Північного оборонного району на півостровах Середній і Рибальський. Учасник оборони Заполяр'я, десанту на мис Пікшуєв, інших рейдів і висадок у ворожий тил.
Особливо відзначився при проведенні Петсамо-Кіркенеської наступальної операції: у ніч на 10 жовтня 1944 року на чолі загону висадився на зайнятий ворогом беріг губи Мала Волокова (Мурманська область). 12 жовтня очолюваний ним загін здійснив 30-ти кілометровий рейд і захопив батарею і опорний пункт супротивника на мисі Хрестовий. Понад добу вів затятий бій з ворогом, у ході якого було відбито кілька атак і оточено другу німецьку батарею, гарнізон якої капітулював.
Наприкінці 1944 року переведений на Дніпровську військову флотилію, у складі якої брав участь у бойових діях у Польщі та Німеччині.
Після закінчення війни продовжив війському службу: з 1945 року перебував на Балтійському флоті, у 1949—1953 роках — командир роти курсантів хімічного факультету Військового інженерного технічного університету ВМФ у Ленінграді. У 1961 році полковник І. П. Барченко-Ємельянов вийшов у запас. З 1961 року викладав у Ленінградському вищому військово-морському училищі, з 1963 року — у науково-виробничій організації.
Мешкав у Ленінграді, де й помер. Похований на кладовищі Пам'яті жертв 9 січня.

## Нагороди
Указом Президії Верховної Ради СРСР від 5 листопада 1944 року присвоєне звання Героя Радянського Союзу з врученням ордена Леніна (№ 23342) і медалі «Золота Зірка» (№ 5267).
Також нагороджений орденами Вітчизняної війни 2-го ступеня (10.09.1944), двічі Червоної Зірки (20.02.1942, 30.12.1956) і медалями, у тому числі «За бойові заслуги» (15.11.1950).

## Твори
- «Фронтовые будни Рыбачьего» — Мурманск: Кн. изд-во, 1984. (рос.)